# Gibothorax
Gibothorax tchernovi és una espècie d'aranya araneomorfa de la subfamília Erigoninae, dins de la família Linyphiidae. És l'únic membre del gènere monotípic Gibothorax.
Fou descrit per primera vegada per Kiril Ieskov l'any 1989,

## Distribució
És un endemisme de la Rússia asiàtica.